# Black Sabbath: The Dio Years
A Black Sabbath: The Dio Years  az angol Black Sabbath heavy metal együttes 2007-ben megjelent válogatásalbuma. Az album akkoriban annak apropójából jött ki, hogy Ronnie James Dio és Vinny Appice újra csatlakozott az együtteshez. Ennek megfelelően a Dio-val készült három nagylemezről hallhatóak róla dalok. Emellett rögzítettek a kiadványhoz három vadiúj dalt is, címük:  "The Devil Cried", "Shadow of the Wind", és "Ear in the Wall". A lemez a Billboard listán az 54. helyezést érte el.

## Számlista
1. "Neon Knights" – 3:51
2. "Lady Evil" – 4:23
3. "Heaven and Hell" – 6:59
4. "Die Young" – 4:44
5. "Lonely is the Word" – 5:50
6. "The Mob Rules" – 3:13
7. "Turn Up the Night" – 3:42
8. "Voodoo" – 4:32
9. "Falling Off the Edge of the World" – 5:03
10. "After All (The Dead)" – 5:42
11. "TV Crimes" – 4:02
12. "I" – 5:12
13. "Children of the Sea" – 6:12
14. "The Devil Cried" – 6:01
15. "Shadow of the Wind" – 5:40
16. "Ear in the Wall" – 4:04

## Közreműködők
- Ronnie James Dio – ének
- Tony Iommi – gitár
- Geezer Butler – basszusgitár
- Bill Ward – dob (számok: 1–5)
- Vinny Appice – dob (számok 6–16)
- Geoff Nicholls – billentyűs hangszerek (számok: 1–13)

## Eladási eredmények
| Év   | Lista         | Pozíció |
| ---- | ------------- | ------- |
| 2007 | Billboard 200 | 54      |